# Tapeinidium obtusatum
Tapeinidium obtusatum là một loài dương xỉ trong họ Lindsaeaceae. Loài này được Alderw. mô tả khoa học đầu tiên năm 1924.
Danh pháp khoa học của loài này chưa được làm sáng tỏ. 